# Ludia imontiensis
Ludia imontiensis är en videväxtart som beskrevs av René Paul Raymond Capuron och Herman Otto Sleumer. Ludia imontiensis ingår i släktet Ludia och familjen videväxter. Inga underarter finns listade i Catalogue of Life.